# Coulouvray-Boisbenâtre
 Coulouvray-Boisbenâtre  es una población y comuna francesa, situada en la región de Baja Normandía, departamento de Mancha, en el distrito de Avranches y cantón de Saint-Pois.

## Demografía
| 922 | 829 | 729 | 674 | 593 | 537 |
| Para los censos de 1962 a 1999 la población legal corresponde a la población sin duplicidades (Fuente: INSEE [Consultar]) |     |     |     |     |     |